# Juan Diego Alba
Juan Diego Alba Bolívar (Tuta, 11 de septiembre de 1997) es un ciclista colombiano. Desde 2025 corre para el equipo profesional colombiano NU Colombia de categoría Continental.

## Trayectoria
Destacó como amateur consiguiendo victorias como una etapa de la Vuelta a Boyacá y sobre todo, ya como profesional, una etapa y el tercer puesto en la general final del Giro Ciclistico d'Italia. En 2020 dio el salto al WorldTour con el equipo Movistar Team, donde estuvo hasta finalizar la temporada 2021.

## Palmarés
2019
- 1 etapa del Giro Ciclistico d'Italia

2023
- Vuelta a Costa Rica

2025
- 1 etapa de la Vuelta Bantrab

## Equipos
- Coldeportes Zenú (2018-2019)
- Movistar Team (2020-2021)
- Drone Hopper-Androni Giocattoli[3] (2022)
- Best PC (2023-2024)
  - Movistar-Best PC (2023)
  - Best PC (2024)
- NU Colombia (2025-)